# Role playing formativo
Il Role playing formativo, o gioco di ruolo, è una tecnica simulativa che richiede ai partecipanti di svolgere, per un tempo limitato, il ruolo di “attori”, di rappresentare cioè alcuni ruoli in interazione tra loro, mentre altri partecipanti fungono da “osservatori” dei contenuti e dei processi che la rappresentazione manifesta. Ciò consente una successiva analisi dei vissuti, delle dinamiche interpersonali, delle modalità di esercizio di specifici ruoli, e più in generale dei processi di comunicazione agiti nel contesto rappresentato.
Il role-playing è uno strumento prezioso della formazione, basato sulla simulazione di qualcosa che ha o potrebbe avere attinenza con una situazione reale ed è strutturato in modo tale da essere coinvolgente dal punto di vista emozionale.
Le caratteristiche di questa tecnica forniscono molteplici stimoli all'apprendimento attraverso l'imitazione, l'azione, l'osservazione del comportamento degli altri ed i commenti ricevuti sul proprio, attraverso l'analisi dell'intero processo.

## Storia
Il role-playing nasce dal teatro della spontaneità e dallo psicodramma. Lo psicodramma è una terapia di gruppo in cui i partecipanti s'incontrano per esprimersi, oltre che a parole, attraverso l'azione spontanea e il gioco. Etimologicamente la parola psicodramma deriva dal greco psykhḗ (anima) e drâma (azione).
Lo psicodramma nasce negli anni Venti del XX secolo ad opera dello psichiatra e sociologo di nazionalità rumena Jacob Levi Moreno. Egli inizia la sua attività nei parchi di Vienna con il Teatro della spontaneità nel 1922, in cui coinvolgeva i ragazzini, narrava loro delle storie, attribuiva ad ognuno un ruolo e poi chiedeva loro di mettere in scena la storia; già da questi primi indizi si può intuire che il punto cardine dello psicodramma è la spontaneità. Moreno nel 1934 conia il termine role-playing. Questa tecnica, importata dagli istituti di terapia psicologica, inizia ad essere utilizzata in campo formativo durante la seconda guerra mondiale negli USA nei programmi di addestramento degli istruttori dell'esercito; da qui già negli anni '50 molte aziende statunitensi e inglesi iniziarono ad utilizzarlo. Le teorie di riferimento risalgono a Moreno, e l'utilizzo in campo aziendale a Gordon Lippitt.

## Contesto
Il role-playing può essere usato nelle esercitazioni all'interno di laboratori di ricerca educativa e didattica e nei corsi di formazione. In ambito formativo questa tecnica viene utilizzata per la formazione manageriale, la formazione di nuovi ruoli, l'inserimento di personale in ruoli fragili dal punto di vista dei rapporti umani o per la formazione dei formatori.

## Setting
L'ambiente fisico nel quale si svolge l'attività di role-playing non richiede particolari caratteristiche se non quella di dare sufficiente spazio per muoversi, garantendo riservatezza. È importante inoltre creare un setting accogliente, informale, flessibile, protetto da interruzioni, che possa consentire il lavoro in più sottogruppi.

## Ruoli
I destinatari del role-playing variano in base al contesto di utilizzo della tecnica simulativa e all'obiettivo che si vuole raggiungere. A seconda del contesto, infatti, i partecipanti possono essere alunni, oppure manager o formatori. Durante l'attività i partecipanti, che sono al centro dell'azione, vengono suddivisi in attori e uditori: i primi devono recitare spontaneamente secondo l'ispirazione del momento; i secondi, che compongono 
l'uditorio, assumono particolare importanza poiché non fungono da semplici osservatori ma cercano di esaminare e capire quanto avviene sulla scena.
Altra figura di rilevanza è quella del trainer, il quale è responsabile della fase di preparazione, collocazione e scelta del tipo e del tema del role-playing. Inoltre, egli stabilisce gli obiettivi ed ha il compito di mantenere viva l'azione dei partecipanti e quella scenica. Il formatore inoltre può avvalersi di collaboratori che hanno il compito di aiutarlo nella direzione, nell'osservazione e nella possibile registrazione di quanto avviene. Gli assistenti possono essere incaricati di favorire l'attività, anche attraverso la recitazione: questi ultimi, infatti, possono avere il compito di impersonare ruoli particolari come quello dell'antagonista.

## Strumenti
A seconda delle varianti e dei contenuti della specifica attività di role-playing possono servire:
- oggetti che aiutino a creare l'ambientazione;
- schede scritte con la descrizione dettagliata dei ruoli e della situazione;
- attrezzatura necessaria per la ripresa, video registrazione e riproduzione.

Interessante è l'aspetto della registrazione di ciò che avviene nel role-playing. Attraverso l'uso di una telecamera è possibile avere a disposizione il contenuto dell'intera interpretazione, che consenta di analizzare quanto nel gioco è stato saliente. L'utilizzo di un'adeguata attrezzatura di videoregistrazione aumenta dunque l'efficacia del metodo, introducendo una dimensione di oggettività osservabile. Tuttavia, uno svantaggio potrebbe essere causato dal fatto che sapere di essere registrati rischia di togliere spontaneità agli “attori” inibendone l'espressività.

## Obiettivi
- Far acquisire la capacità di impersonare un ruolo e di comprendere in profondità ciò che il ruolo richiede.
- Sviluppo delle capacità comunicative e di gestione di relazioni interpersonali.
- Aiuto a capire le ragioni degli altri e ad imparare a mediare.
- Incremento delle abilità di ascolto e di osservazione dei comportamenti propri e altrui.
- Accettazione di situazioni organizzative predeterminate e sperimentazione della diversa efficacia di vari comportamenti per una stessa situazione data.
- Sviluppo delle doti di flessibilità e situazionalità.
- Aiuto a percepirsi in maniera più realistica.
- Diminuzione dello stress, del disagio e dell'imbarazzo di dover affrontare situazioni future nuove.
- Esercizio in situazioni conflittuali senza rischi sociali.

## Svolgimento
Ognuno dei partecipanti è invitato a rappresentare una storia, di cui si fornisce una traccia più o meno articolata, oppure vengono semplicemente assegnate le parti di una situazione definita in un certo momento, le quali verranno rappresentate dai partecipanti (attori). Nel frattempo, una parte del gruppo svolge il ruolo di osservatore, il numero dei componenti di questo gruppo non è fissato a priori, ma può essere determinato dal conduttore in base al numero totale dei giocatori e alle esigenze del gioco stesso.

### Fasi

#### Preparazione
- Identificazione del problema da trattare.
- Raccolta ed elaborazione materiale d'utilizzo.
- Preparazione strumentazione di supporto.
- Taratura sui partecipanti.

#### Realizzazione
1. Breve spiegazione del metodo del role-playing
2. Centratura sull'argomento del role-playing
3. Warming up: fase di apertura che consiste in una serie di esercizi propedeutici al gioco stesso che si prefiggono lo scopo di “riscaldare” l'ambiente e “allenare” i giocatori alla rappresentazione vera e propria in cui dovranno poter esprimersi in tutta libertà. Consiste precisamente in una serie di esercizi che hanno funzione preparatoria per la seduta di gioco vera e propria; possono essere sketch o brevi interviste che permettono ai partecipanti di cominciare a uscire da loro stessi e a mettersi nell'ottica di essere qualcun altro.
4. scelta degli attori.
5. fase di gioco vera e propria suddivisa in:

- Briefing agli attori e all'uditorio: Si tratta della spiegazione chiara e dettagliata da parte del conduttore di quello che si andrà a fare. È il momento in cui i giocatori prendono coscienza del contesto e della situazione di cui verrà richiesta l'interpretazione.
- Preparazione dei comportamenti del ruolo da giocare individualmente o in piccoli gruppi: il conduttore, mai imponendo, ma accogliendo le proposte dei giocatori, assegna le parti.
- Organizzazione setting, logistica ed eventuale attrezzatura tecnica (videoregistratori, telecamere, microfoni);
- Rappresentazione dei partecipanti attori: durante questa fase possono essere usate da parte del trainer alcune tecniche proprio dello psicodramma per rendere più vivo e realistico il role-playing (inversione dei ruoli, soliloquio, specchio doppio, intervista, presentazione).
- Seduta di gioco: è la fase di gioco vera e propria in cui gli attori sono chiamati a recitare nello spazio predisposto per l'azione scenica. Generalmente si prevede, per la durata del role-playing, un certo tempo, scaduto il quale, il conduttore interromperà l'azione e aprirà la fase di cooling off.

#### Rielaborazione
1. Cooling off: E la cosiddetta fase di “raffreddamento” ovvero la fase dell'uscita dai ruoli assunti per il “ritorno” nel gruppo. Generalmente per ottenere questo effetto, il conduttore pone loro alcune domande tese a verificare quali sono state le sensazioni e le percezioni rilevate nell'interpretazione del personaggio, quali sono state le difficoltà e le modalità di recitazioni prescelte.
2. Debriefing[3]: il momento di rielaborazione e analisi di quanto accaduto durante il gioco costituisce un elemento essenziale del role-playing. Nella rielaborazione dopo ciascun role-playing vanno sottolineati principalmente i punti in cui i comportamenti agiti dai partecipanti sono risultati di maggior efficacia. Al termine dei role-playing di tutti i partecipanti si possono invece riassumere brevemente i punti di debolezza emersi, cercando di ridurre al massimo i possibili collegamenti fra i comportamenti citati e i partecipanti che li hanno agiti, poiché i commenti dovrebbero essere più centrati sull'osservazione dei fatti che sull'interpretazione delle intenzioni. I feedback devono essere molto precisi, ben circostanziati e puntuali (occorre comunque limitare sempre il numero dei feedback individuali negativi, bilanciandoli possibilmente con altri positivi anche se di piccola entità). Solo nel caso di role-playing molto strutturati, relativi a ruoli con basso livello di autonomia comportamentale, occorre evidenziare sistematicamente tutti gli scostamenti dei comportamenti agiti rispetto al manuale normativo delle argomentazioni e dei comportamenti previsti.

Più in generale i comportamenti vanno centrati, invece, sui buoni risultati raggiunti, sull'efficacia dei comportamenti osservati rispetto agli obiettivi posti, sul superamento degli ostacoli, sull'adeguatezza situazionale, sullo stile personale dei partecipanti.

## Vantaggi
- Sul piano semiotico: unisce le parole alle espressioni del viso, ai gesti e agli oggetti.
- Sul piano psicologico: è una simulazione vissuta come un gioco.
- Sul piano sociale: può essere una sorta di apprendistato di modelli relazionali e culturali.
- Maggior partecipazione poiché all'interno del gioco l'errore è concesso, il partecipante ha una maggiore tolleranza alle critiche.
- Il clima in cui si svolge rende più facile l'apprendimento.
- Aiuta il gruppo a focalizzare problemi reali senza pressioni.
- Aiuta a controllare e gestire lo stress in situazioni nuove.

## Rischi
- La presenza di un trainer troppo forte inibisce la spontaneità dei partecipanti portandoli a non essere completamente liberi e capaci di gestirsi; mentre un trainer troppo debole lascia il gruppo disorientato con la sensazione che nessun obiettivo sia stato raggiunto.
- Elementi deboli nel gruppo possono sentirsi colpiti se risultano oggetto di troppe critiche da parte degli altri partecipanti e sono portati a fallimenti evidenti. Essi vanno identificati e protetti in anticipo, accompagnando eventuali feedback negativi con rinforzi positivi.
- Se non progettato bene il role-playing può risultare noioso e poco costruttivo.
- Alcuni partecipanti potrebbero prendere troppo seriamente la simulazione e rischiare di ignorare completamente quella che è la realtà.

## Varianti
- Con videoregistrazioni: è la variante di maggior efficacia; dopo la rielaborazione a caldo si rivedono i filmati videoregistrati e si commentano, confrontandoli con le osservazioni fatte a caldo.
- Role-playing spontaneo: i partecipanti interpretano direttamente (senza preparazione) i ruoli proposti; a volte vengono anche scelti spontaneamente tema e ruoli.
- Role-playing strutturato: esistono delle regole precise circa i ruoli, i contenuti e lo svolgimento delle discussioni. Il problema è fortemente indirizzato da vincoli precisi e inoltre, facilita una valutazione critica dei comportamenti individuali attraverso il raffronto tra ruolo dato, ruolo recitato ed i risultati del gioco.
- Role-playing centrato sulla situazione: i ruoli sono ben definiti e la situazione problematica è da esplorare e viene determinata dall'andamento del role-playing stesso.
- Role-playing centrato sui ruoli: la situazione e ben definita e i ruoli sono da esplorare e vengono determinati dall'andamento del role-playing stesso.
- Autorappresentazione: è la rappresentazione in aula di un fatto reale accaduto nella vita di un partecipante. Non è il semplice racconto, ma la rappresentazione teatrale di ciò che accade realmente alla persona nella vita esterna, giocata con la partecipazione attiva degli altri partecipanti. Dopo la rappresentazione il gruppo, con il supporto e la guida del trainer, procede ad esaminare l'esperienza e a trarne le possibili conclusioni generalizzabili. È possibile attuare un'inversione di ruolo e far recitare a chi visse l'esperienza originale il ruolo di “spalla” lasciando a un collega il ruolo di protagonista. È possibile, dopo la fase di discussione in plenaria e di rielaborazione, far ripetere la simulazione alle medesime persone, chiedendo all'interprete professionista di provare a modificare il proprio comportamento alla luce di quanto fino a quel punto evidenziato e discusso.